# Tmesisternus latithorax
Tmesisternus latithorax là một loài bọ cánh cứng trong họ Cerambycidae.